# Savezni kup JNS-a 1930
La Savezni kup JNS-a 1930., in serbo Савезни куп ЈНС 1930. (in italiano Coppa Federale JNS), fu la seconda edizione della Coppa del Regno di Jugoslavia.
Era organizzata dalla Federazione calcistica della Jugoslavia (JNS), e si disputò nell'estate 1930, mentre le due finali vennero giocate nella primavera 1931. Vi erano coinvolte le squadre che non si erano qualificate al campionato nazionale 1930-31.
Il torneo si svolse con la formula dell'eliminazione diretta con abbinamenti su base geografica.
(SAVEZNI PEHAR (JNS) KUP)

## Sedicesimi di finale
| Squadra 1                            | Risultato   | Squadra 2           |
| ------------------------------------ | ----------- | ------------------- |
| I gruppo regionale, 27 luglio 1930   |             |                     |
| Josif Leskovac                       | 2 – 3       | Jug Skopje          |
| Bitola                               | 1 – 5       | SSK Skopje          |
| Šumadija 1903                        | 0 – 1       | Car Lazar Kruševac  |
| Soko Belgrado                        | 8 – 2       | Viktorija Požarevac |
| II gruppo regionale, 27 luglio 1930  |             |                     |
| PSK Pančevo                          | 3 – 4       | Obilić              |
| Dušan Silni Vršac                    | 2 – 0       | Obilić V. Bečkerek  |
| Građanski Osijek                     | 6 – 1       | Mačva Šabac         |
| SSU Sombor                           | 3 – 0       | Vojvodina           |
| III gruppo regionale, 27 luglio 1930 |             |                     |
| Bačka Subotica                       | 2 – 4       | Hajduk Osijek       |
| Novi Sad                             | 1 – 4       | SAND Subotica       |
| Hajduk Sarajevo                      | 6 – 2       | Virtus Sjetlina     |
| SAŠK                                 | 1 – 0 (dts) | Balšić              |
| IV gruppo regionale, 27 luglio 1930  |             |                     |
| 1.SŠK Maribor                        | 6 – 1       | Primorje Lubiana    |
| Slavija Sisak                        | 3 – 0       | Građanski Zagabria  |
| Marsonia                             | 3 – 0       | HAŠK Zagabria       |
| Građanski Karlovac                   | 0 – 3       | Ilirija             |

## Ottavi di finale
| Squadra 1          | Risultato   | Squadra 2       |
| ------------------ | ----------- | --------------- |
| 3 agosto 1930      |             |                 |
| Car Lazar Kruševac | 2 – 5       | Soko Belgrado   |
| Dušan Silni Vršac  | 3 – 7       | Obilić          |
| Građanski Osijek   | 4 – 0       | SSU Sombor      |
| SAND Subotica      | 6 – 3       | Hajduk Osijek   |
| SAŠK               | 1 – 1 (dts) | Hajduk Sarajevo |
| 4 agosto 1930      |             |                 |
| SSK Skopje         | 2 – 1 (dts) | Jug Skopje      |
| SAŠK               | 2 – 0       | Hajduk Sarajevo |
| 17 agosto 1930     |             |                 |
| 1.SŠK Maribor      | 0 – 2       | Ilirija         |
| SAŠK               | 3 – 1       | Hajduk Sarajevo |
| 7 settembre 1930   |             |                 |
| Slavija Sisak      | 2 – 0       | Marsonia        |

## Quarti di finale
Lo Slavija Sisak è stato estromesso dalla coppa per la presenza di giocatori non tesserati, quindi l'Ilirija passa il turno automaticamente.
| Squadra 1      | Risultato | Squadra 2        |
| -------------- | --------- | ---------------- |
| 10 agosto 1930 |           |                  |
| SSK Skopje     | 2 – 6     | Soko Belgrado    |
| 17 agosto 1930 |           |                  |
| SAND Subotica  | 2 – 1     | Obilić           |
| 24 agosto 1930 |           |                  |
| SAŠK           | 3 – 2     | Građanski Osijek |

## Semifinali
| Squadra 1         | Risultato   | Squadra 2     |
| ----------------- | ----------- | ------------- |
| 21 settembre 1930 |             |               |
| SAND Subotica     | 3 – 2       | Soko Belgrado |
| 22 settembre 1930 |             |               |
| Ilirija           | 2 – 4 (dts) | SAŠK          |

## Finale
| Squadra 1 | Totale | Squadra 2     | Andata     | Ritorno    |
| --------- | ------ | ------------- | ---------- | ---------- |
|           |        |               | 19.04.1931 | 26.04.1931 |
| SAŠK      | 3 – 4  | SAND Subotica | 2 – 2      | 1 – 2      |